# Рогец
Рогец (њем. Rogätz) општина је у њемачкој савезној држави Саксонија-Анхалт. Једно је од 35 општинских средишта округа Берде. Према процјени из 2010. у општини је живјело 2.240 становника. Посједује регионалну шифру (AGS) 15083440.

## Географски и демографски подаци
Рогец се налази у савезној држави Саксонија-Анхалт у округу Берде. Општина се налази на надморској висини од 39 метара. Површина општине износи 23,9 km². У самом мјесту је, према процјени из 2010. године, живјело 2.240 становника. Просјечна густина становништва износи 94 становника/km².